# Isodontia sonani
Isodontia sonani là một loài côn trùng cánh màng trong họ Sphecidae, thuộc chi Isodontia. Loài này được Yasumatsu miêu tả khoa học đầu tiên năm 1938.